# Dubbeldiagnos
Dubbeldiagnos är inom psykiatrin en form av komorbiditet som innebär att en person dels har en psykiatrisk diagnos, som  (schizofreni, andra psykostillstånd, bipolär sjukdom eller personlighetsstörning), dels missbrukar  alkohol eller andra substanser. 
Personer med dubbeldiagnos skickas ofta mellan akutmottagningar, psykiatrimottagningar och behandlingshem. Ett stort problem är att få vårdgivare har kompetens för flera olika diagnoser, och på så sätt hamnar dessa patienter mellan stolarna. Dubbeldiagnoser kan bero på både genetiskt och socialt arv.
Bland allmänheten används benämningen även om en person som har flera diagnoser, exempelvis både har ADHD och autism.